# Friedrich von Schreiber
Friedrich von Schreiber (Markt-Bissingen, 23 maggio 1819 – Bamberga, 23 maggio 1890) è stato un arcivescovo cattolico tedesco.

## Biografia
Nato a Markt-Bissingen il 23 maggio 1819, venne nominato da papa Pio IX arcivescovo di Bamberga il 31 maggio 1875, ricevendo la consacrazione episcopale il 5 luglio dello stesso anno.
Morì a Bamberga il 23 maggio 1890, giorno del suo 71º compleanno.

## Genealogia episcopale e successione apostolica
La genealogia episcopale è:
- Cardinale Scipione Rebiba
- Cardinale Giulio Antonio Santori
- Cardinale Girolamo Bernerio, O.P.
- Arcivescovo Galeazzo Sanvitale
- Cardinale Ludovico Ludovisi
- Cardinale Luigi Caetani
- Cardinale Ulderico Carpegna
- Cardinale Paluzzo Paluzzi Altieri degli Albertoni
- Papa Benedetto XIII
- Papa Benedetto XIV
- Papa Clemente XIII
- Cardinale Bernardino Giraud
- Cardinale Alessandro Mattei
- Cardinale Pietro Francesco Galleffi
- Cardinale Giacomo Filippo Fransoni
- Cardinale Antonio Saverio De Luca
- Arcivescovo Gregor Leonhard Andreas von Scherr, O.S.B.
- Arcivescovo Friedrich von Schreiber

La successione apostolica è:
- Vescovo Joseph Georg von Ehrler (1878)
- Arcivescovo Franz Joseph von Stein (1879)